# Lele Rosolen
Raffaele Rosolen, detto Lele (Bressana Bottarone, 13 luglio 1929), è un ex cestista e allenatore di pallacanestro italiano.
È stato uno dei massimi protagonisti della pallacanestro pavese per oltre 50 anni (dal 1948 al 2000) in tutti i ruoli: da giocatore-allenatore-DT-DS-dirigente-presidente. Vanta 10 convocazioni in nazionale-A, tutte tra il 1951 e il 1952, con 22 punti realizzati.

## Carriera da giocatore
La sua carriera da giocatore al massimo livello, è stata tutta giocata a Pavia nell'Onda e nella Pall.Pavia, tra il 1948 ed il 1958. Successivamente ha avuto un'ultima fiammata da allenatore-giocatore, portando la Libertas Valenza dalla Serie C alla Serie A (2ºlivello di allora).

## Carriera da allenatore
È iniziata da giovanissimo a livello femminile nella Pall.Pavia tra il 1950 ed il '53, vincendo in successione Promozione e Serie B e poi con un 4º posto nella Serie A 1952-53.
A livello maschile, dopo aver allenato le giovanili della Pall.Pavia negli anni '50, nei campionati senior si collega l'inizio con il fine carriera da giocatore nella Libertas Valenza tra il 1958 ed il 1961. Una breve parentesi al CUS Pavia in Promozione, poi due stagioni con la Pallacanestro Vigevano nel 1963/65 in Serie B e poi per un decennio da allenatore e poi DS (tra il 1966 ed il 1975) nell'Onda Pavia, vincendo la Serie D nel 1967-68 e la Serie C nel 1968/69. Dal 1970, parallelamente, fonda da allenatore/factotum il primo CMB di Pavia con la società femminile Basket Pavia, sponsorizzata dalla Pellicceria Annabella del Dr.Ravizza, con la quale partendo con un gruppo di ragazze ai Giochi della Gioventù, vince la Promozione e poi dopo 3 stagioni in Serie B, approda seppur per una sola stagione in Serie A nel 1977-78. Seguono altre quattro stagioni in B e A2 femminile da DS e poi il trasferimento per una nuova avventura ad Alessandria, dove ha ripetuto l'iter dalla Promozione sino alla Serie A.
Nel 1988 torna a Pavia a livello maschile, rilevando la presidenza della Celeres, società oratoriale fondata nel 1936, che era la più antica società pavese rimasta in attività. Con la quale sempre da DS/patron (con l'aiuto prima dell'amico Bardelli e poi dallo sponsor Caffex) ripete l'ennesima scalata dal basso: dalla Promozione regionale, attraverso Serie D, C, B2 arriva alla Serie B1 (3º livello) nazionale. Ritirandosi nel 2000 dopo un cinquantennio pieno di basket attivo pieno di vittorie e soddisfazioni.